# Mariam Kaba
Mariam Kaba (* 9. August 1961 in Beyla, Guinea) ist eine französisch-guineische Schauspielerin.

## Leben
Mariam Kaba wurde als Tochter eines Diplomaten 1961 in Guinea geboren. Anfang der 1980er Jahre zog sie nach Paris und schrieb sich nach ihrem Abitur an der EFAP, einer privaten Ausbildungsstätte für Presseattachés ein, allerdings weniger aus eigenem Interesse an einer journalistischen Laufbahn als den Wünschen ihres Vaters nachkommend. Sie vernachlässigte ihr Studium, um Schauspielkurse zu belegen, insbesondere die von Isabelle Sadoyan. Dennoch erhielt sie ihr Diplom als Presseattaché und spielte ihre ersten Kinorollen, etwa in Nicolas Ribowskis Périgord noir und Gérard Ourys Geheimauftrag Erdbeer Vanille (Vanille Fraise).
In den 1990er Jahren spielte sie die weibliche Hauptrolle in Samba Traoré unter der Regie des burkinischen Filmemachers Idrissa Ouédraogo. Mit dem guineischen Schauspieler und Regisseur Cheik Doukouré arbeitete sie in dessen drei Filmproduktionen zusammen. Für Raoul Peck spielte sie in Lumumba die weibliche Hauptrolle als Frau von Patrice Lumumba, neben Eriq Ebouaney in der Rolle des kongolesischen Nationalhelden.
Sie war Jurymitglied bei mehreren internationalen Filmfestivals: 1997 beim FESPACO, 2000 bei den Carthage Film Days und 2003 beim Amiens International Film Festival.

## Filmografie

### Spielfilme
- 1989: Périgord noir von Nicolas Ribowski
- 1989: Geheimauftrag Erdbeer Vanille (Vanille Fraise) von Gérard Oury
- 1992: Blanc d'ébène von Cheik Doukouré
- 1992: Samba Traoré von Idrissa Ouédraogo[4]
- 1994: Le Ballon d'or von Cheik Doukouré
- 1995: Pullman paradis von Michèle Rosier
- 1997: Saraka bô von Denis Amar
- 1999: Haut les cœurs ! von Sólveig Anspach
- 2000: Lumumba von Raoul Peck
- 2001: Quand on sera grand von Renaud Cohen
- 2001: Paris selon Moussa von Cheik Doukouré
- 2005: Africa Paradis von Sylvestre Amoussou
- 2006: Le Grand Appartement von Pascal Thomas
- 2009: Heute trage ich Rock! (La Journée de la jupe) von Jean-Paul Lilienfeld
- 2010: Tête de turc von Pascal Elbé
- 2011: Un Pas en avant von Sylvestre Amoussou
- 2011: Poliezei (Polisse) von Maïwenn
- 2014: Valentin Valentin von Pascal Thomas
- 2014: L'Alliance d'or (Zin'naariyâ!) von Rahmatou Keïta
- 2017: Il a déjà tes yeux von Lucien Jean-Baptiste
- 2018: Vaurien von Mehdi Senoussi

### Fernsehen

#### TV-Spielfilme
- 2001: Fatou la Malienne von Daniel Vigne
- 2001: Villa mon rêve von Didier Grousset
- 2003: Fatou, l'espoir von Daniel Vigne
- 2009: Pas de toit sans moi von Guy Jacques

#### TV-Serien
- 1989: Drôles d'histoires : Intrigues et Mésaventures, 1 Episode von Emmanuel Fonlladosa
- 1992: Kommissar Navarro (Navarro), 1 Episode von Patrick Jamain
- 1996: L'Avocate, 1 Episode von  Philippe Lefebvre
- 2005: PJ, 1 Episode von Gérard Vergez
- 2007: L'hôpital, 1 Episode von Laurent Lévy
- 2014: Personne n'est parfait, 4 Episoden von Gabriel Julien-Laferrière

## Synchronisation

### Kino
- 2010: Invictus – Unbezwungen von Clint Eastwood: la dévote dans l'église
- 2012: Jenifer Lewis in Hereafter – Das Leben danach (Au-delà) von Clint Eastwood: Candace
- 2013: Gangster Squad von Ruben Fleischer: voix d'ambiance

### Zeichentrickfilm
- 2015: Adama von Simon Rouby: la mère d'Adama

## Theater
- 2000: Une Porte sur la mer von Benjamin Jules-Rosette
- 2007: Jean-Paul II : N'ayez pas peur ! von Alain Decaux, Bühnenregie Robert Hossein, Palais des sports de Paris
- 2009: Die Unterrichtsstunde (La Leçon) von Eugène Ionesco, Bühnenregie Luciano Baldelli, Festival von Avignon

## Auszeichnungen und Ehrungen
- 1996: Prix du Ministère Français de la coopération bei den Filmfestspielen von Cannes
- 2012: Prix pour l'ensemble de sa carrière auf dem Afrika-Filmfestival in Leuven (Belgien)